# Kisapmata
Pour plus de détails, voir Fiche technique et Distribution.
Kisapmata est un film philippin réalisé par Mike De Leon, sorti en 1981.

## Fiche technique
Sauf indication contraire, les informations mentionnées dans cette section peuvent être confirmées par la base de données cinématographiques IMDb,  présente dans la section « Liens externes ».
- Titre français : Kisapmata
- Réalisation : Mike De Leon
- Scénario : Clodualdo del Mundo Jr. et Raquel Villavicencio
- Photographie : Rody Lacap
- Montage : Jess Navarro
- Musique : Lorrie Ilustre
- Pays d'origine : Philippines
- Format : Couleurs - 1,33:1 - Mono
- Genre : drame
- Durée : 90 minutes
- Date de sortie : 1981

## Distribution
- Charo Santos-Concio : Milagros Carandang
- Jay Ilagan : Noel Manalansan
- Vic Silayan : Sgt. Diosdado Carandang
- Charito Solis : Adelina Carandang
- Ruben Rustia : Peping Manalansan
- Aida Carmona : Onyang
- Juan Rodrigo : Ernie

## Distinction
- Festival de Cannes 1982 : sélection à la Quinzaine des réalisateurs